# Jakob Oppenheimer
Jakob Oppenheimer (geboren 8. März 1879 in Frankfurt am Main; gestorben 3. Juni 1941 in Nizza) war ein deutsch-jüdischer Kunsthändler.

## Biografie
Jakob Oppenheimer war seit 1912 Geschäftsführer des Kunsthandelsunternehmens Margraf & Co. in Berlin, das mit Juwelen, Antiquitäten und Kunst handelte und vier Tochterunternehmen hatte (Galerie van Diemen & Co. GmbH, Altkunst Antiquitäten GmbH, Dr. Benedict & Co. GmbH und Dr. Otto Burchard & Co. GmbH). Als Albert Loeske, der Eigentümer des Unternehmens, 1929 starb, vermachte er die Firma seinem Geschäftsführer Jakob Oppenheimer und dessen Frau Rosa (geboren am 31. Juli 1887 in Berlin als Rosa Silberstein). Es fiel jedoch eine Erbschaftssteuer von 5 Millionen Reichsmark an. Dadurch und durch die Weltwirtschaftskrise geriet die Firma in wirtschaftliche Schwierigkeiten, die Steuerforderungen und hohe Kreditforderungen bei Banken konnten nicht bezahlt werden. Daraufhin kam es 1930 zu Pfändungen, 1933 wurden die Warenbestände der jüdischen Hausbank Jacquier & Securius sicherheitsübereignet. 1935 wurden die Bestände der Berliner Niederlassungen des Kunsthandelsunternehmens auf vier Auktionen bei dem Auktionshaus Paul Graupe auf Veranlassung der Bank liquidiert.
Ende März 1933 flüchtete das Ehepaar vor der drohenden Verhaftung durch die Nationalsozialisten nach Frankreich. Jakob Oppenheimer starb am 3. Juni 1941 verarmt in Nizza. Nach dem Einmarsch der deutschen Truppen wurde seine Witwe Rosa Oppenheimer im Sammellager Drancy interniert, in das KZ Auschwitz deportiert und dort am 2. November 1943 ermordet. Sie wurde 56 Jahre alt.
Die Erben von Jakob und Rosa Oppenheimer machten wiederholt Ansprüche auf Objekte aus dem Besitz der Kunsthandelsfirmen des Paares geltend, die 1935 versteigert worden waren. 2010 entschädigte das Museum Rietberg die Nachkommen Oppenheimers für vier 1935 in Berlin ersteigerte chinesische Kunstwerke. In zahlreichen Fällen wurde jedoch Objekte aus den Auktionen nicht zurückgegeben, da nach der Einschätzung vieler Provenienzforscher nicht von einem NS-verfolgungsbedingten Entzug durch die Versteigerung auszugehen ist.